# Hōmei Iwano
Hōmei Iwano (en japonés : 岩野 泡鳴 Awaji, 20 de enero de 1873-9 de mayo de 1920) escritor y traductor naturalista japonés.
Quiso ser misionero cristiano, pero finalmente se decantó por la literatura. Tras poemarios y dramas kabuki sin éxito, publicó dramas poéticos (Shintaishi no sahō, 1907; Shintaishi shi, 1907-08) y textos de análisis literarios (Shimpiteki hanjū shugi, 1906; Shin shizen shugi, 1908). A partir de 1909, escribió novelas autobiográfricas como Tandeki (1909) o Hōmei gobusaku (1911).
Tradujo a Plutarco.